# 武川卯之助
武川 卯之助（たけかわ うのすけ、生没年不詳）は明治時代の地本問屋。

## 来歴
武川清吉の息子かと思われる。明治21年（1888年）から明治45年（1912年）にかけて日本橋区本銀町2丁目12番地、後に向島寺町新田1943で営業している。楊洲周延、楊斎延一、半哺の錦絵を出版している。

## 作品
- 楊洲周延 『上野公園開花ノ図』
- 楊斎延一 『大日本国会議事堂図』
- 半哺 『二重橋外御大葬之図』 大判6枚続